# Zos Kia Cultus (Here and Beyond)
Zos Kia Cultus (Here and Beyond) es el sexto álbum de la banda polaca de black/death metal Behemoth lanzado en 2002. El nombre se refiere a Zos Kia Cultus, forma de magia desarrollada por Austin Osman Spare.

## Lista de canciones
1. "Horns ov Baphomet" – 6:34
2. "Modern Ïconoclasts" – 4:24
3. "Here and Beyond (Tïtanïc Turn ov Tïme)" – 3:25
4. "As Above so Below" – 4:59
5. "Blackest ov the Black" – 3:41
6. "Hekau 718" – 0:42
7. "The Harlot ov the Saïnts" – 2:46
8. "No Sympathy for Fools" – 3:48
9. "Zos Kïa Cvltvs" – 5:32
10. "Fornïcatus Benefïctus" – 0:52
11. "Typhonïan Soul Zodïack" – 4:28
12. "Heru Ra Ha: Let There Be Mïght" – 3:03

## Créditos
- Adam "Nergal" Darski - Guitarra líder, guitarra rítmica, acústica y voces
- Zbigniew Robert "Inferno" Promiński - Batería
- Mateusz Maurycy "Havok" Śmierzchalski - Guitarra líder y guitarra rítmica
- Marcin "Novy" Nowak - Bajo
- Jerzy "U.Reck" Głód - Sintetizador temporal (Lux Occulta)
- Krzysztof Azarewicz - Mantras y hechizos
- Sharon E. Wennekers - Consultación gramática y poética
- Arkadiusz Malczewski - Ingeniería de sonido

- Datos: Q2075060